# Округ Форест (Пенсилванија)
Форест (енгл. Forest County) је округ у америчкој савезној држави Пенсилванија.

## Демографија
По попису из 2010. године број становника је 7.716, што је 2.77 (56,0%) становника више него 2000. године.
| Група             | 2000.         | 2010.         |
| Белци             | 4.719 (95,4%) | 5.850 (75,8%) |
| Афроамериканци    | 110 (2,2%)    | 1.389 (18,0%) |
| Азијати           | 7 (0,1%)      | 12 (0,2%)     |
| Хиспаноамериканци | 60 (1,2%)     | 418 (5,4%)    |
| Укупно            | 4.946         | 7.716         |